# جامع‌التواریخ

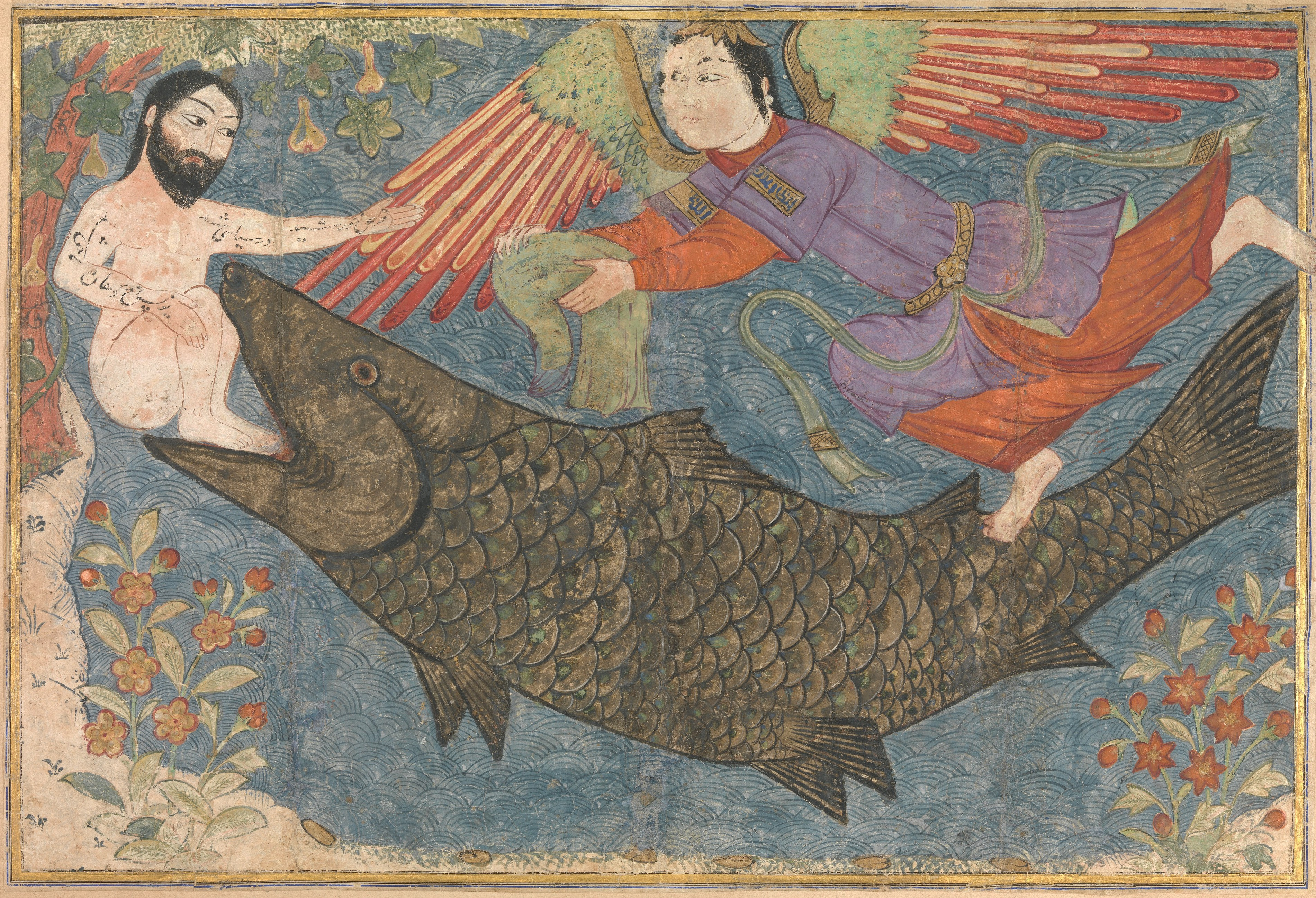
یونس و ماهی نقاشی در کتاب جامع‌التواریخ

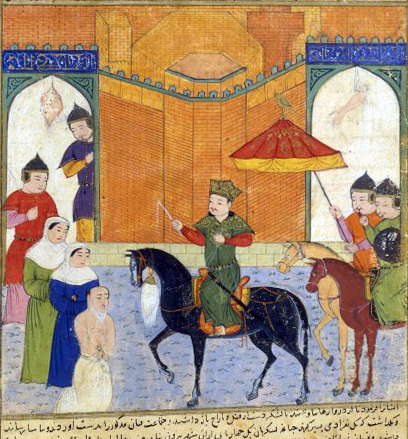
غازان خان نیشابور را تصرف می‌کند. نگاره‌ای از کتاب جامع‌التواریخ.

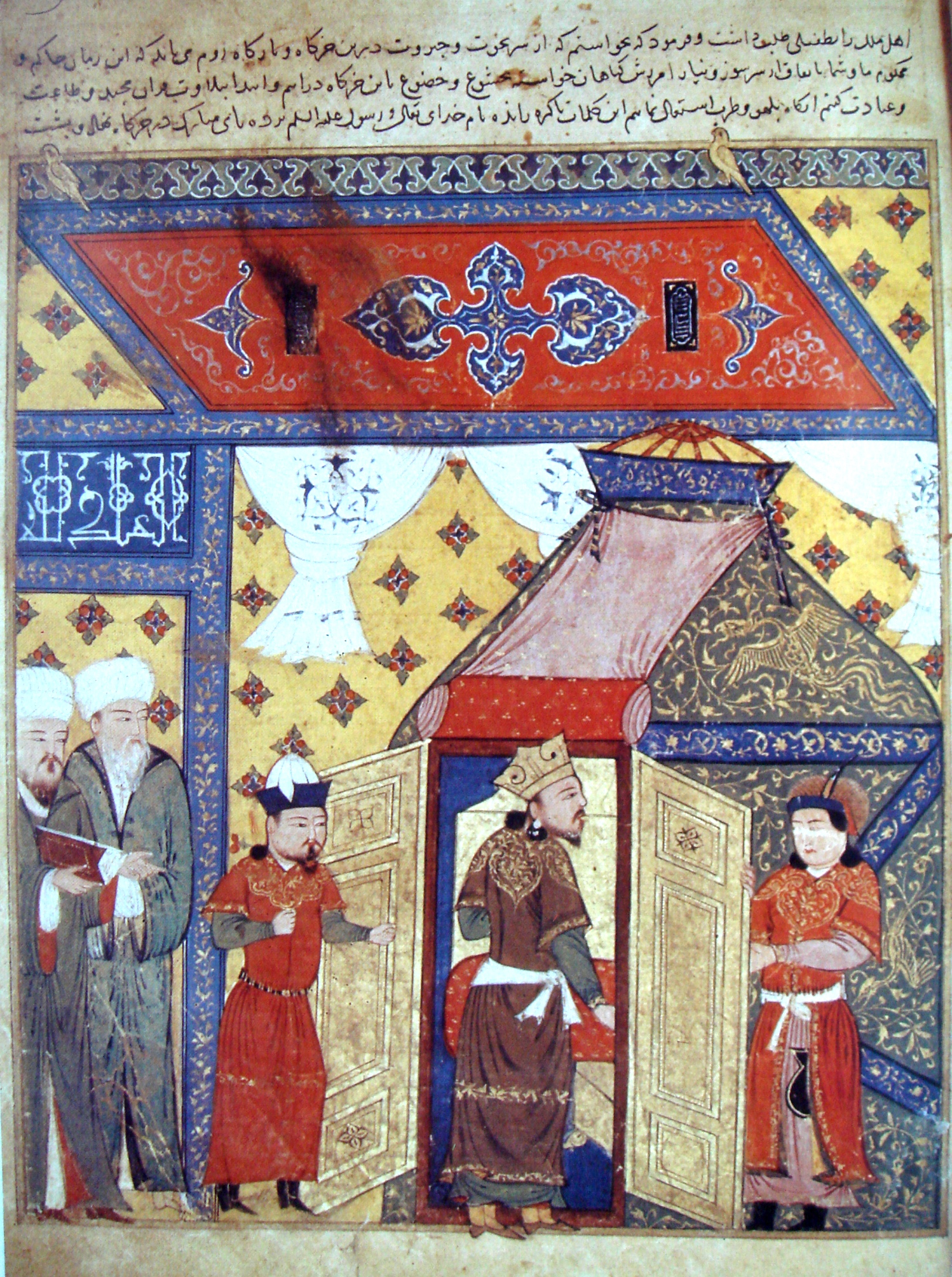
یک نگارگری از کتاب جامع‌التواریخ که گرویدن غازان خان به اسلام را نشان می‌دهد.

جامع‌التواریخ یا تاریخ رشیدی یا تاریخ غازانی، از آثار ارزشمند و کهن تاریخی به زبان فارسی دربارهٔ تاریخ، اسطوره‌ها، باورها و فرهنگ قبایل ترک و مغول و همچنین تاریخ پیامبران از آدم تا محمد پیامبر اسلام، تاریخ ایران تا پایان دورهٔ ساسانیان و سایر اقوام است که توسط رشیدالدین فضل‌الله همدانی سیاستمدار و تاریخ‌نگار ایرانی در اواخر سدهٔ هفتم خورشیدی/اوایل سدهٔ ۸ قمری و سدهٔ ۱۴ میلادی نگاشته شده است.

## تاریخچه
رشیدالدّین این کتاب را به درخواست غازان خان نوشت و چون غازان خان درگذشت، آن را به اولجایتو تقدیم کرد. به فرمان اولجایتو این کتاب به نام غازان خان، مبارک غازانی نامیده شد، ولی بخش‌هایی دیگر شامل تاریخ دوران پادشاهی اولجایتو، تاریخ ادوار و اقوام جهان، صورالاقالیم و مسالک‌الممالک در دو جلد نوشته و به بخش پیشین افزوده شدند که این سه جلد روی هم رفته جامع‌التواریخ را تشکیل می‌دهند.
کار نوشتن این کتاب در هنگام زندگی غازان خان در ۷۰۰ قمری (۶۸۰ خ. /۱۳۰۰ م) آغاز شد و در زمان فرمانروایی اولجایتو در ۷۱۰ ق. (۶۸۹ خورشیدی) پایان یافت.
احتمالاً غازان خان می‌دانسته است که مغولان با وجود برتری و تفوقی که بر ایرانیان دارند ناچار در عنصر ایرانی محو خواهند شد و فرهنگ و تمدن ایران آن‌ها را در کام خود خواهد کشید؛ بنابراین خواست که برای بازماندگان مغول یادگاری از تاریخ و اعمالشان به زبان فارسی برجای گذارد و بهترین فرد ممکن برای این کار یعنی رشیدالدین فضل‌الله همدانی را انتخاب کرد.

## ترجمه به زبان‌های دیگر
این کتاب در روزگار رشیدالدین فضل‌الله به عربی و ترکی و مغولی ترجمه شد اما فقط بخش‌هایی از ترجمه عربی جلد دوم آن به جای مانده است. بخش‌هایی از جامع‌التواریخ تا کنون به زبان‌های ترکی شرقی، ترکی عثمانی، عربی، فرانسه، انگلیسی، آلمانی و روسی ترجمه و بخش عمدهٔ آن‌ها منتشر شده است. بخشی از این کتاب نیز نخستین بار در ۱۸۳۶ میلادی در پاریس چاپ شد.

## درون‌مایه
این کتاب به سه جلد بخش می‌گردد:
بخش نخست یا جلد اول، چکیده‌ای از تاریخ تیره‌های مغول و ترک و تاریخ فرمانروایی چنگیز خان و جانشینان او و تاریخ اولوسهایی است که از امپراتوری مغول پراکنده شده بودند. همچنین به تاریخ خانان مغول در ایران تا مرگ غازان خان پرداخته است.
جلد دوم و سوم کتاب شامل تاریخ اولجایتو تا هنگام نگارش کتاب، تاریخ پیامبران از آدم تا محمد پیامبر اسلام، تاریخ ایران تا پایان دورهٔ ساسانیان، تاریخ زندگانی محمد و خلفا، تاریخ خاندان‌های فرمانروای ایران پس از اسلام تا زمان لشکرکشی مغولان و تاریخ قوم‌ها و ملت‌های گوناگون از جمله ترک‌های اوغوز، چینیان، هندیان و اروپاییان که دربرگیرندهٔ پاپ‌ها و قیصران است.
جلد سوم شامل «صورالاقالیم» و «مسالک‌الممالک» نیز هست. بخشی از جلد دوم این کتاب (یعنی تاریخ اولجایتو) و جلد سوم آن اکنون در دسترس نیست و گویا در گذر زمان نابود شده است.
با این‌که نگارنده خود از کارگزاران ایلخانان مغول بوده و ناچار در اثر خود از آنان با احترام یاد کرده است، گزارش کشتارها، ویرانگری‌ها و غارت‌های آنان را نیز به تفصیل بیان کرده و تأسف خود را از این وقایع ابراز نموده است و نیز نظر خود را دربارهٔ کشتن کارگزاران ایرانی همچون خواجه شمس‌الدین جوینی و خواجه بهاءالدین جوینی و حتی برخی امیران مغول مثل امیر نوروز آورده است.

## شیوه نگارش
رشیدالدین فضل‌الله همدانی چنان مشغول امور دیوانی و کشوری بوده است که فقط اوقات خاصی از روز را به نوشتن کتاب تخصیص می‌داده است. دولتشاه سمرقندی صاحب کتاب تذکرةالشعرا در این باره نوشته است: «وقت کتابت این تاریخ از دم صبح بعد از ادای فریضه و بعضی اوراد تا طلوع آفتاب بوده. چون در اوقات دیگر، فراغت به واسطهٔ امور ملکی و اشتغال دیوانی میسر نبود.»
برخی از مورخان و شرق‌شناسان از قبیل ادگار بلوشه در نقش رشیدالدین فضل‌اللّه همدانی به عنوان نویسندهٔ کتاب جامع‌التواریخ شک کرده‌اند و با استناد به برخی داده‌های تاریخی نویسندهٔ کتاب را مورخی به نام عبدالله کاشانی می‌دانند که در ازای دریافت مزد به تحقیق و نگارش کتاب مذکور پرداخته است.

## ویرایش
ویراستن این کتاب در سال ۱۳۷۳ منتشر و در مراسم کتاب سال جمهوری اسلامی ایران به عنوان کتاب برگزیده معرفی شد.

## اهمیت کتاب
غازان خان تمام اسناد و نوشته‌های قدیمی و دولتی را در اختیار رشیدالدین فضل‌اللّه همدانی گذاشت و دانشمندان و ریش‌سفیدانی که از تاریخ و فرهنگ ترک و مغول آگاه بودند را همراه او کرد تا کار به بهترین وجه پیش برود. چنین امکاناتی و وجود چنین دانشمند و نویسنده‌ای توانا دست به دست هم دادند تا یکی از شاهکارهای تاریخی جهان به رشتهٔ نگارش درآید. چیزی که تا آن زمان بی‌سابقه و بی‌نظیر بوده است و هنوز هم این کتاب، مهم‌ترین منبع برای تاریخ اقوام و حکومت‌های ترک و مغول است.
در حقیقت جامع‌التواریخ نخستین دورهٔ کامل تاریخ و جغرافیای آسیا است که با استفاده از وسایل و منابعی ترتیب داده شده است که تا آن زمان در اختیار هیچ‌کس قرار نگرفته بود. جامع‌التواریخ از لحاظ دقت و صحت و اصول تاریخ‌نویسی بسیار ارزشمند است. علاوه بر این‌که این کتاب، دامنهٔ وسیعی از مطالب را به نثری عالمانه بیان نموده است. همچنین از نظر دسترسی مؤلف به منابع شفاهی بسیار نیز درخور توجه است و اگر رشیدالدین فضل‌اللّه همدانی آن نوشته‌های پراکنده و در معرض نابودی و همچنین سخنان و افسانه‌های شفاهی مغولان و ترکان را به قلم نیاورده بود امروزه از هیچ‌کدام از آن‌ها خبری در دسترس نبود و به حیطهٔ فراموشی سپرده شده بودند.

## نثر کتاب
این کتاب به نثری ساده و روشن نوشته شده است ولی در عین حال حدود ۲۰ هزار واژهٔ ترکی و مغولی در خود دارد. تعداد کلمه‌های عربی نیز در حد معمول زمان خود بوده است.

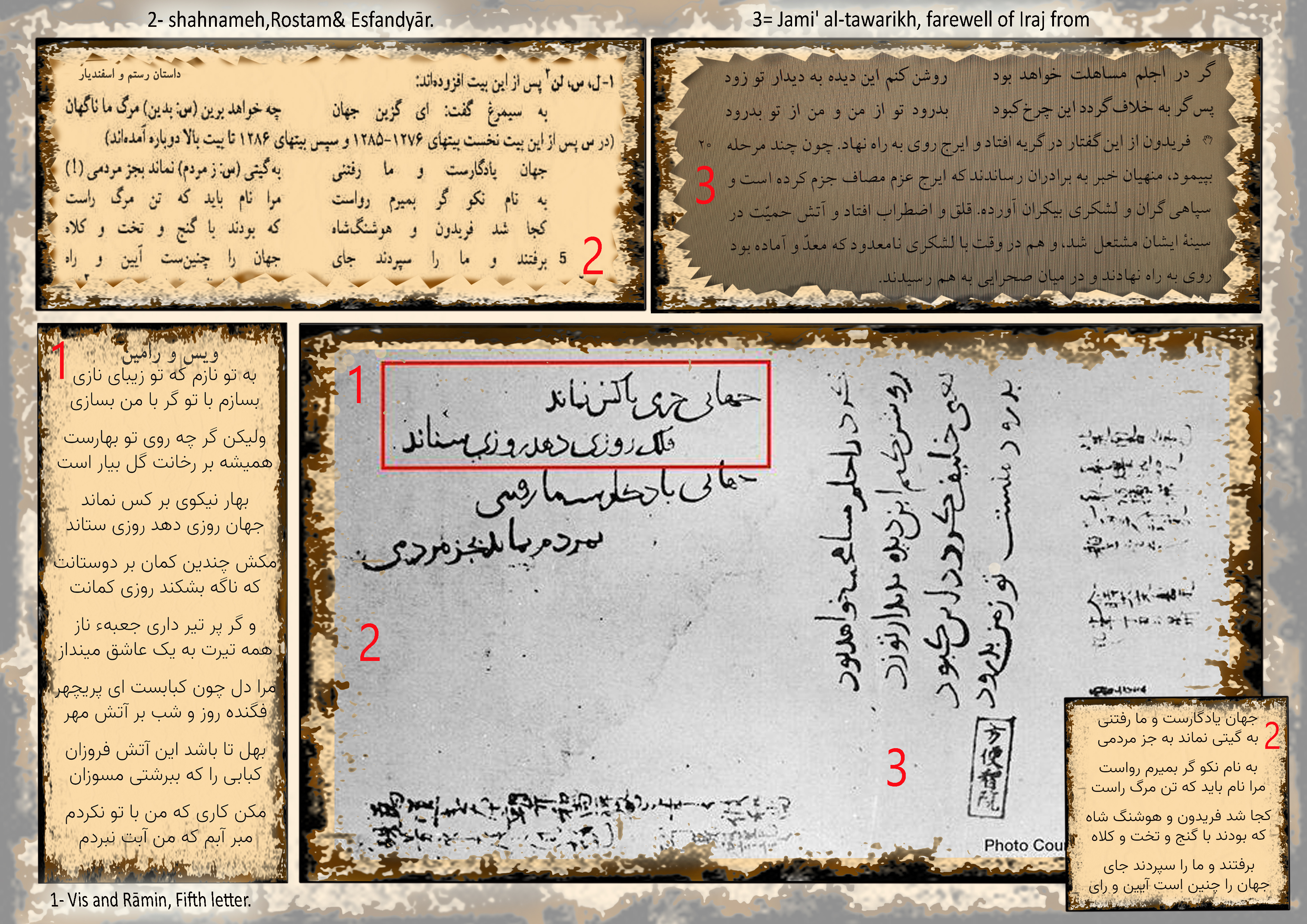
یک رباعی از جامع‌التواریخ در دست‌نوشتهٔ فارسی ژاپن، ۱۲۱۷ میلادی در ژاپن

## نمونه‌ای از متن کتاب
... چنگیز خان از شهر بخارا بیرون آمد و عموم مردم شهر را حاضر گردانید و بر منبر مصلی عیدگاه رفت و بعد تقریر خلاف و غدر سلطان محمد خوارزمشاه به شرحی تمام گفت؛ و گفت ای قوم بدانید که شما گناهان بزرگ کرده‌اید و بزرگان شما به گناه مقدمند. از من می‌پرسید که این سخن به چه دلیل می‌گویم؛ به سبب آن‌که من عذاب خدایم. اگر از شما گناهان بزرگ نیامدی، خدای بزرگ چون من عذابی بر شما نفرستادی…

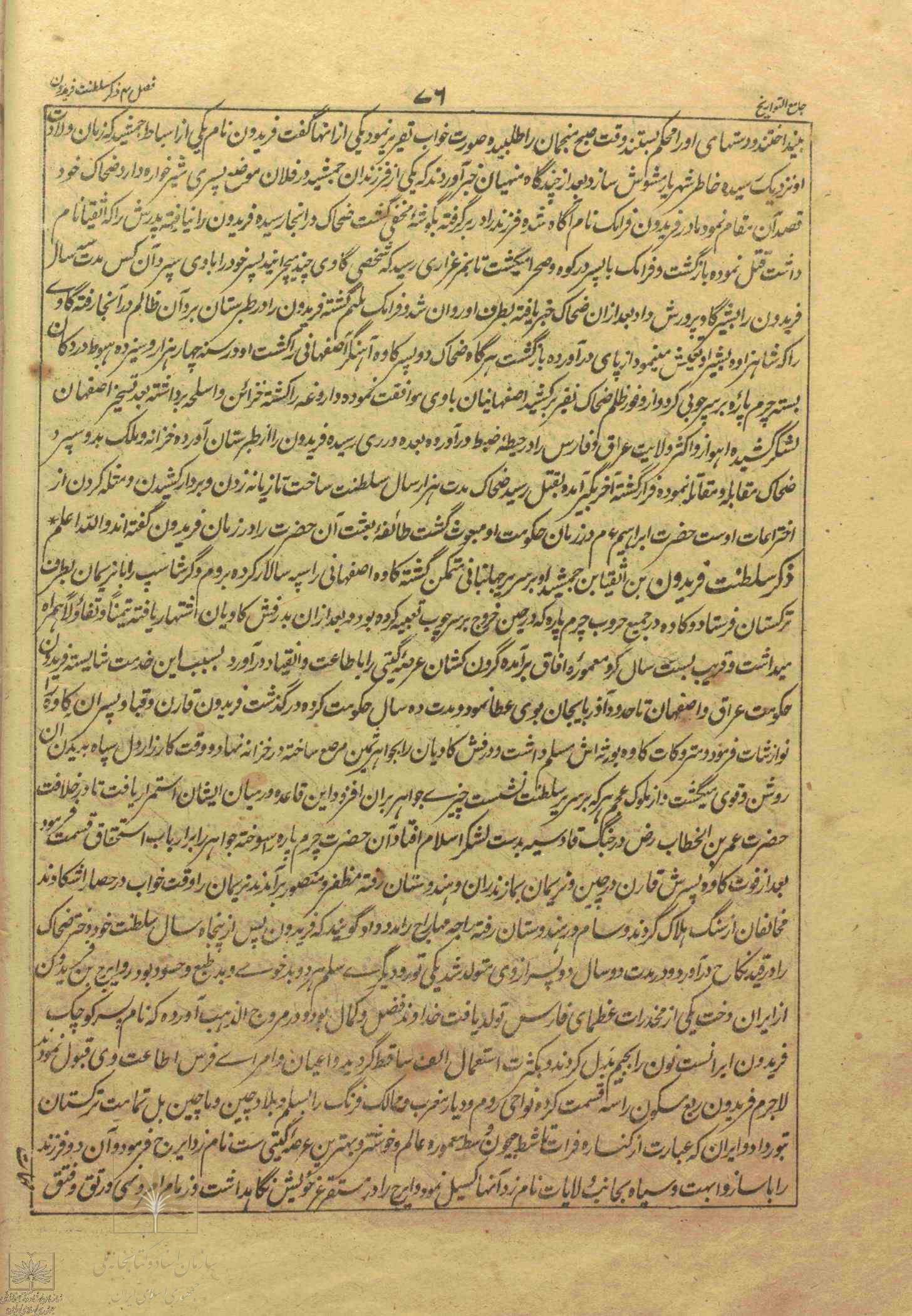
برگی از جامع‌التواریخ که در خطوط پایینش، مرز ایران را از رودخانهٔ جیحون تا فرات دانسته است.

## ثبت جهانی در یونسکو
بروجردی، رئیس سازمان اسناد و کتابخانهٔ ملی ایران و رئیس کمیتهٔ ملی حافظهٔ جهانی در گفتگو با مهر اعلام کرد که این کتاب که در کاخ موزهٔ گلستان نگهداری می‌شود به عنوان میراث جهانی در یونسکو ثبت شد.

## فروش یک نسخه خطی
در ۸ ژوئیه ۱۹۸۰، یک نسخه خطی منور به زبان عربی، ۱۲۰ صفحه، در ساتبیز لندن به قیمت ۸۵۰۰۰۰ پوند - ۲۰۱۷۰۵۰ دلار- به یک شرکت از وکلای سوئیسی که برای یک مشتری ناشناس اقدام می‌کردند فروخته شد. این قیمت - که حدود ۱۶۷۹۰ دلار در هر صفحه است - بالاترین قیمتی بود که تاکنون برای یک نسخه خطی عربی پرداخت شده است.